# Li Changchun
Li Changchun, född 1944 i Dairen, Kwantung, är en kinesisk kommunistisk politiker. Han var ledamot av politbyråns ständiga utskott 2002-12, vilket är Folkrepubliken Kinas i praktiken viktigaste politiska organ.
Li Changchun föddes i Dalian, som då tillhörde den japanska lydstaten Manchukuo. Han gick med i kommunistpartiet 1965 och 1966 tog han examen i elektroteknik vid ett institut i Harbin. Han tillbringade hela sin tidiga karriär på olika partiposter i nordöstra Kina.
År 1983 blev Li Changchun Kinas då yngste ledare på stadsnivå när han utsågs till borgmästare i Shenyang. 1987-1990 var han guvernör i Liaoning-provinsen och 1990-1992 i Henan.  Åren 1992-1998 var han partisekreterare i Henan och 1998-2002 innehade han samma position i den rika Guangdong-provinsen. Det var under Lis tid i Henan som en skandal med HIV-smittat blod inträffade.
År 1997 invaldes han i partiets politbyrå och blev då byråns yngste medlem. 2002 blev han ledamot i politbyråns ständiga utskott, där han nu är nummer fem i rangordning. Han har inga andra befattningar än denna, men anses allmänt vara partiets "propagandachef". Han räknas till förre partiledaren Jiang Zemins grupp av skyddslingar.